# Троїцьке (Безенчуцький район)
Троїцьке (рос. Троицкое) — село в Безенчуцькому районі Самарської області Російської Федерації.
Населення становить 173 особи. Входить до складу муніципального утворення сільське поселення Прибій.

## Історія
Населений пункт розташований у межах українського етнічного та культурного краю Жовтий Клин.
Від 2005 року входило до складу муніципального утворення сільське поселення Прибій.

## Населення
| 2010 | 2012 | 2013 | 2014 | 2015 | 2016 |
| ---- | ---- | ---- | ---- | ---- | ---- |
| 162  | ↗163 | ↘149 | ↗187 | ↘172 | ↗173 |